# Hanno Rund
Hanno Rund (Schwerin, 26 de outubro de 1925 – Tucson, Arizona, 5 de janeiro de 1993) foi um matemático alemão.
Hanno Rund obteve um doutorado em 1950 na Universidade da Cidade do Cabo, orientado por Christian Pauc, com a tese Geometry of Finsler spaces considered as generalized Minkowskian spaces. Em 1952 obteve a habilitação na Universidade de Freiburg e foi docente de 1952 a 1954 na Universidade de Bonn. Desde 1954 foi professor da Universidade de Toronto. Foi depois professor na África do Sul na Universidade de Natal e na Universidade de Pretória. Em 1967 foi professor ordinário da Universidade de Witwatersrand em Joanesburgo. Em 1970 Hanno Rund assumiu a cátedra e a direção da seção de matemática aplicada da Universidade de Waterloo, onde já tinha estado como professor visitante em 1964/1965. A partir de 1971 foi professor da Universidade do Arizona.
Hanno Rund trabalhou com geometria diferencial, cálculo de variações e função de Hamilton bem como aplicações da geometria diferencial na física matemática e em especial a teoria da relatividade geral.
Dentre seus doutorandos consta David Lovelock.

## Obras
- The differential geometry of Finsler spaces. Die Grundlehren der mathematischen Wissenschaften in Einzeldarstellungen mit besonderer Berücksichtigung der Anwendungsgebiete, Nr. 101, Springer 1959 (edição russa ampliada 1982)
- The Hamilton-Jacobi theory in the calculus of variations: its role in mathematics and physics. Van Nostrand, London 1966, 2. Auflage New York: R. E. Krieger 1973
- Invariant theory of variational problems on subspaces of a Riemannian manifold. Hamburger Mathematische Einzelschriften 5, Göttingen 1971
- mit David Lovelock: Tensors, differential forms, and variational principles. Wiley, New York/N.Y. 1975, Dover 1990 (mit neuem Anhang über globale Geometrie)
- Generalized connections and gauge fields on fibre bundles. Studia mathematica, Universidade da África do Sul, Pretoria 1981
- mit David Lovelock: Variational Principles in the General Theory of Relativity. Jahresbericht DMV, Volume 74, 1972, p. 1–65[4]